# Komuna
Komuna (francuskie słowo pochodzące z XII wieku od średniowiecznej łacińskiej communia, oznaczające duże skupisko ludzi dzielących wspólne życie; od łac. communis – rzeczy wspólne) – świadoma wspólnota ludzi żyjących razem, dzielących wspólne interesy, często posiadających wspólne wartości i przekonania, a także wspólne mienie, zasoby, a w niektórych komunach pracę, dochody lub majątek.
Oprócz wspólnej gospodarki, dla wielu komun ważne stało się: podejmowanie decyzji na zasadzie konsensusu, niehierarchiczne struktury i ekologiczne życie. Na całym świecie istnieje wiele współczesnych komun, których listę można znaleźć w Fellowship for Intentional Community (FIC).

## Klasyfikacja komun
Amerykański socjolog Benjamin Zablocki sklasyfikował rodzaje takich społeczności i wyróżnił: alternatywę rodzinną, dzielenie przestrzeni życiowej z obcymi, społeczności kooperacyjne, kontrkulturowe, egalitarne, polityczne, psychologiczne (w tym mistyczne), rehabilitacyjne (np. synanon), religijne, duchowe, eksperymentalne.
Wiele wspólnych przedsięwzięć obejmuje więcej niż jedną z tych kategoryzacji. Niektóre komuny, takie jak aszramy Stowarzyszenia Vedanta czy teozoficzna komuna Lomaland, powstały wokół przywódców duchowych, inne zaś wokół ideologii politycznych. Dla innych czynnikiem spajającym jest pragnienie bardziej wspólnego, towarzyskiego stylu życia.

## Zasadniczy charakter komun

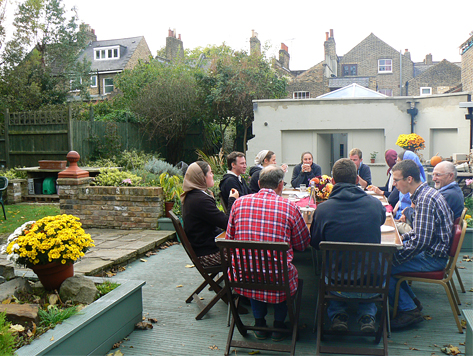
Członkowie anabaptystycznej wspólnoty Bruderhof podczas wspólnego posiłku.

Główne cechy charakterystyczne komun, czyli podstawowe zasady, które definiują komuny, były na przestrzeni lat wyrażane w różnych formach. Przed 1840 takie wspólnoty nazywano „osadami komunistycznymi i socjalistycznymi”, do 1860 nazywano je również „komunitarnymi”, a około 1920 niektórzy teoretycy wykreowali termin „wspólnota intencjonalna”. Termin „komunitarny” został wymyślony przez urodzonego w Suffolk radykała Johna Goodwyna Barmby’ego, późniejszego pastora unitariańskiego.
Na początku lat 70. Ron E. Roberts, autor The New Communes, sklasyfikował komuny jako podklasę większej kategorii utopii. Wymienił trzy główne cechy charakterystyczne. Komuny tego okresu miały jednak tendencję do rozwijania własnych cech charakterystycznych, tak więc podczas gdy wiele z nich dążyło do różnych form egalitaryzmu, listy Robertsa nigdy nie należy odczytywać jako typowej. Trzy wymienione przez Robertsa wyznaczniki to:
1. Egalitaryzm – komuny wyraźnie odrzucały hierarchię lub stopniowanie statusu społecznego jako konieczne dla porządku społecznego.
2. Skala ludzka – członkowie niektórych komun widzieli skalę społeczeństwa w takim kształcie, w jakim było ono wówczas zorganizowane, jako zbyt uprzemysłowione (lub fabryczne), a zatem niesympatyczne dla ludzkiej kondycji.
3. Komuny były świadomie antybiurokratyczne[5].

Dwadzieścia pięć lat później, dr Bill Metcalf, w wydanej przez siebie książce Shared Visions, Shared Lives, zdefiniował komuny jako posiadające następujące podstawowe zasady: znaczenie grupy w przeciwieństwie do nuklearnej jednostki rodzinnej, „wspólna torebka”, kolektywne gospodarstwo domowe, grupowe podejmowanie decyzji w sprawach ogólnych i intymnych. Dzieląc życie codzienne i obiekty, komuna jest wyidealizowaną formą rodziny, będąc nowym rodzajem ‘grupy pierwotnej’ (na ogół z mniej niż 20 osobami, choć znów istnieją przykłady znacznie większych komun lub takich, które momentami doświadczyły znacznie większej liczbie ludności). Członkowie komun mają więzi emocjonalne z całą grupą, a nie z jakąkolwiek podgrupą, a komuna zapewnia przywiązanie, które wykracza poza zbiorowość społeczną.

## Komuny na świecie
Dzięki prostej definicji komuny jako wspólnoty intencjonalnej ze 100% udziałem w dochodach, internetowy katalog Fellowship for Intentional Community (FIC) wymienia 1029 komuny na całym świecie (stan na 15 czerwca 2020). Niektóre z nich to instytucje religijne, takie jak opactwa i klasztory. Inne opierają się na filozofii antropozoficznej, w tym wioski Camphill, które zapewniają wsparcie dla edukacji, zatrudnienia i codziennego życia dorosłych i dzieci niepełnosprawnych rozwojowo, mających problemy ze zdrowiem psychicznym lub inne specjalne potrzeby. Wiele komun jest częścią ruchu New Age.
Wiele kultur w naturalny sposób praktykuje życie wspólnotowe lub plemienne i nie określiłoby swojego sposobu życia jako planowaną ‘komunę’ per se, chociaż ich sytuacja życiowa może mieć wiele cech charakterystycznych dla komuny.

### Niemcy
W Niemczech duża liczba wspólnot intencjonalnych określa się jako komuny i istnieje sieć komun politycznych o nazwie Kommuja z około 30 grupami członkowskimi (stan na maj 2009). Niemcy mają długą tradycję wspólnot intencjonalnych, sięgającą do grup inspirowanych zasadami ruchu Lebensreform w XIX wieku. Później, po I wojnie światowej, w Republice Weimarskiej powstało około 100 wspólnot intencjonalnych; wiele z nich miało wspólną gospodarkę. W latach 60. XX w. nastąpiło odrodzenie się społeczności, które nazywały się komunami, począwszy od Kommune I w Berlinie, następnie Kommune 2 (również Berlin) i Komuny 3 w Wolfsburgu.
W niemieckiej księdze komun, Das KommuneBuch, komuny są definiowane przez Elisabeth Voß jako wspólnoty, które:
- mieszkają i pracują razem,
- mają wspólną gospodarkę, tzn. wspólne finanse i wspólną własność (ziemia, budynki, środki produkcji),
- wspólnie podejmują decyzje – zazwyczaj w drodze konsensusu,
- starają się zredukować hierarchię i struktury hierarchiczne,
- mają wspólne prace domowe, opiekę nad dziećmi i inne wspólne zadania,
- mają równość kobiet i mężczyzn,
- mają niski ślad ekologiczny poprzez dzielenie się i oszczędzanie zasobów.

### Izrael

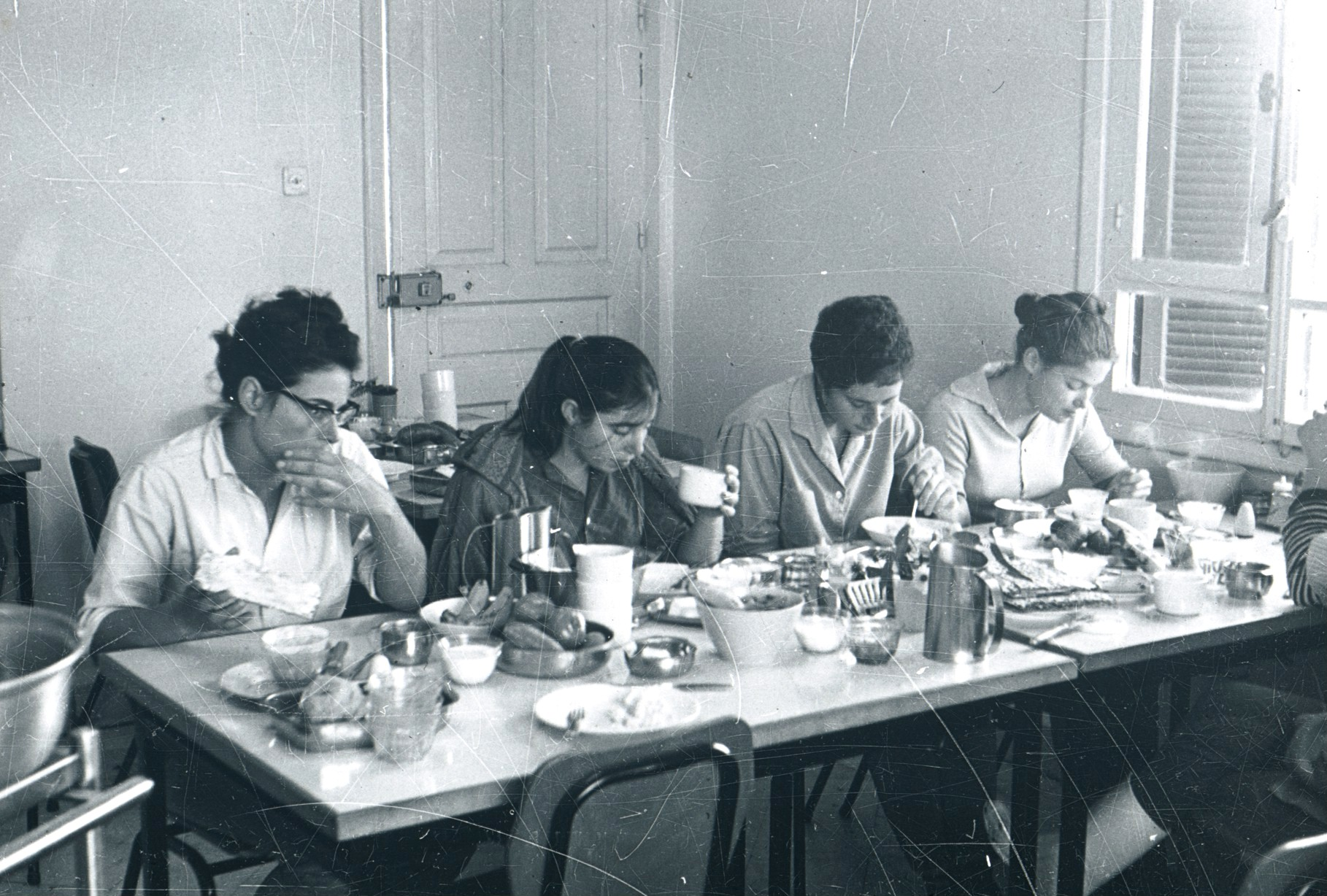
Wspólna jadalnia w Kibuc Merom Golan, 1968–1972.

Kibuce w Izraelu są przykładami oficjalnie zorganizowanych komun, które początkowo opierały się na rolnictwie. Obecnie w miastach Izraela kwitną dziesiątki komun miejskich, często nazywanych kibucami miejskimi. Kibuce miejskie są mniejsze i bardziej anarchistyczne. Większość komun miejskich w Izraelu kładzie nacisk na zmiany społeczne, edukację i lokalne zaangażowanie w miastach, w których żyją. Niektóre komuny miejskie mają członków, którzy są absolwentami syjonistyczno-socjalistycznych ruchów młodzieżowych, jak HaNoar HaOved VeHaLomed, HaMahanot HaOlim i Ha-Szomer Ha-Cair.

### Irlandia
W 1831 John Vandeleur (landlord) założył komunę na swojej posiadłości Ralahine w Newmarket-on-Fergus, w hrabstwie Clare. Vandeleur poprosił Edwarda Thomasa Craiga, angielskiego socjalistę, o sformułowanie zasad i przepisów dla komuny. Wspólnota odznaczała się populacją 22 dorosłych samotnych mężczyzn, 7 zamężnych kobiet i ich 7 mężów, 5 samotnych kobiet, 4 sierot chłopców i 5 dzieci poniżej 9 roku życia. Nie używano pieniędzy, tylko not kredytowych, które można było wykorzystać w sklepie komunalnym. Wszyscy mieszkańcy byli oddani życiu bez alkoholu, tytoniu, tabaki i hazardu. Wszyscy byli zobowiązani do pracy przez 12 godzin dziennie w okresie letnim i od świtu do zmierzchu w zimie. Eksperyment społeczny rozwijał się przez pewien czas i dołączyło do niego 29 nowych członków. Jednak w 1833 upadł z powodu długów hazardowych Johna Vandeleura. Członkowie komuny spotkali się po raz ostatni 23 listopada 1833 i złożyli do protokołu deklarację „zadowolenia, spokoju i szczęścia, których doświadczyli przez dwa lata w ramach ustaleń wprowadzonych przez pana Vandeleur’a i pana Craig’a, a które nie z winy Stowarzyszenia zakończyły się”.

### Rosja
W imperialnej Rosji zdecydowana większość chłopów rosyjskich posiadała swoją ziemię we wspólnocie wiejskiej, która działała jako samorząd wiejski i spółdzielnia. Bardzo rozpowszechniona i wpływowa przedradziecka tradycja wspólnot monastycznych obu płci może być również uznana za formę wspólnego życia. Po zakończeniu komunizmu w Rosji wspólnoty zakonne ponownie stały się bardziej powszechne, liczebne i w mniejszym stopniu bardziej wpływowe w społeczeństwie rosyjskim. Różne wzorce zachowań rosyjskich – tołoka (ros. толока), pomoczi (ros. помочи), arteł (ros. артель) – również opierają się na tradycji wspólnotowej (ros. мирские).

### Wielka Brytania

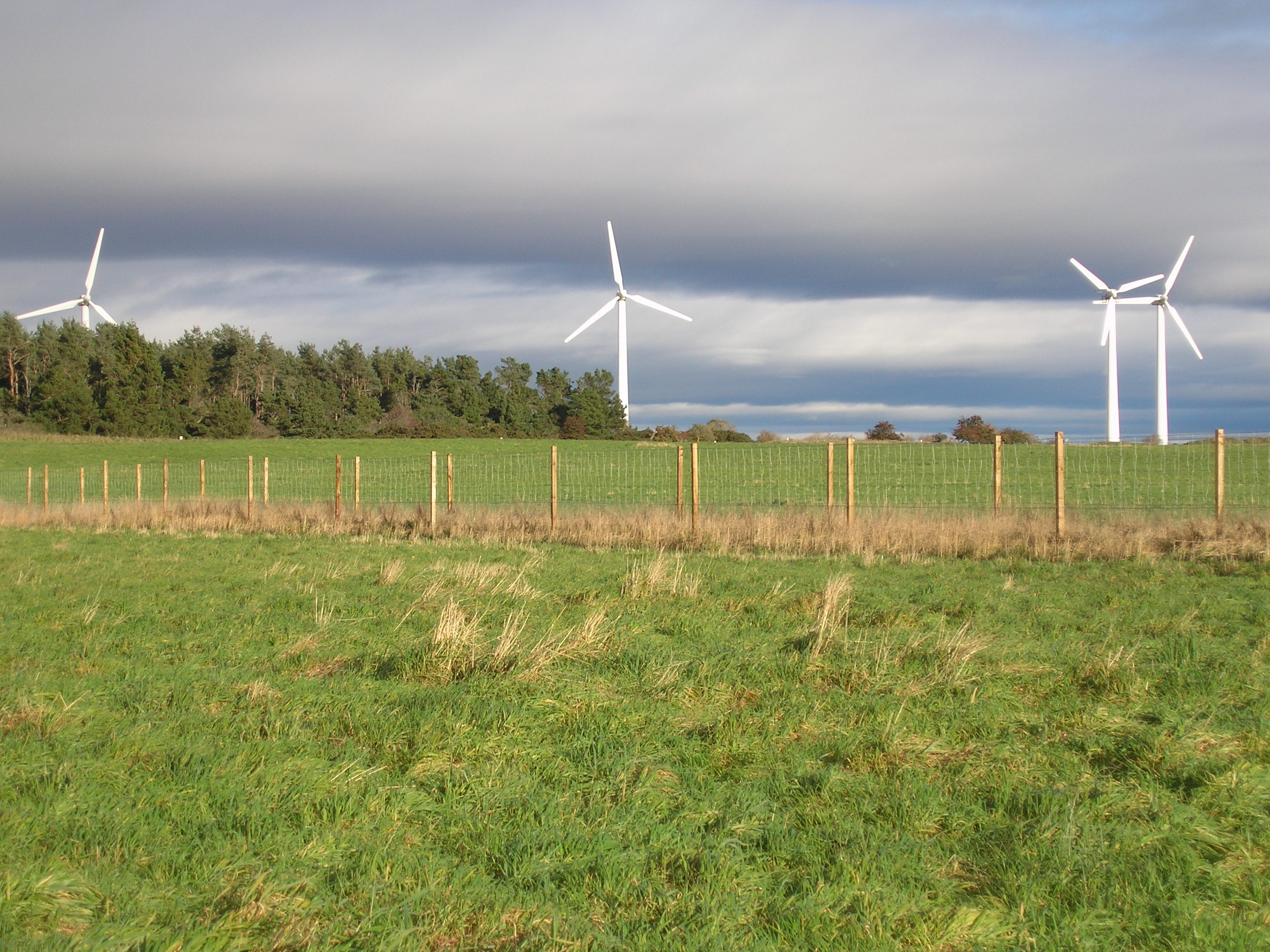
Turbiny wiatrowe w Findhorn, dzięki którym ekowioska jest eksporterem netto energii elektrycznej

Dziewiętnastowiecznym sympatykiem i praktykującym życie wspólnotowe był utopijny socjalista John Goodwyn Barmby, który założył Kościół komunistyczny, zanim stał się pastorem unitarnym. Obecnie w Wielkiej Brytanii istnieje kilka komun lub wspólnot intencjalnych, których liczba wzrasta od czasu ustawy o nowych miastach (New Towns Act) z 1946, aby odzyskać utracone poczucie wspólnoty przy centralizacji populacji w powojennych nowych miastach, takich jak Crawley czy Corby.
Simon Community w Londynie jest przykładem kooperacji społecznej, stworzonej w celu radzenia sobie z bezdomnością w mieście. Zapewnia ona żywność i praktyki religijne i jest prowadzona przez bezdomnych oraz wolontariuszy. W lekko koczowniczy sposób organizowana jest uliczna „kawiarnia”, która rozprowadza żywność wśród swoich członków i ogółu społeczeństwa.
Ruch Bruderhof ma trzy miejscówki w Wielkiej Brytanii i podąża za przykładem pierwszych chrześcijan z Dziejów Apostolskich, żyjąc we wspólnocie i dzieląc się wszystkim co wspólne. W Glandwr, niedaleko Crymych (Pembrokeshire), spółdzielnia zwana Lammas Ecovillage koncentruje się na planowaniu i zrównoważonym rozwoju. Uzyskawszy zezwolenie od rządu walijskiego w 2009, od tego czasu stworzyła 9 gospodarstw i jest centralnym ośrodkiem komunalnym dla swojej społeczności. W Szkocji Fundacja Findhorn, założona przez Petera i Eileen Caddy oraz Dorothy Maclean w 1962 jest znana ze swojego centrum edukacyjnego i eksperymentalnego projektu społeczności architektonicznej z siedzibą w The Park, w Moray, w Szkocji, w pobliżu wioski Findhorn.
Społeczność Ecovillage Findhorn oraz w Cluny Hill w Forres mieści obecnie ponad 400 osób.

### Stany Zjednoczone
W Ameryce istnieje długa historia komun, która doprowadziła do powstania komun ruchu hippisowskiego – przedsięwzięć „back-to-the-land” z lat 60. i 70. Jedną z komun, która odegrała dużą rolę w ruchu hippisowskim był Kaliflower, utopijna żywa spółdzielnia, która istniała w San Francisco w latach 1967–1973, zbudowana na wartościach wolnej miłości i antykapitalizmu.
Andrew Jacobs z The New York Times napisał, że „po dekadach kurczenia się amerykańskiego ruchu komun, od połowy lat 90. rozwijał się, pobudzany przez rozwój osad, które starały się pogodzić utopijną komunę lat 60. z amerykańskim upodobaniem do prywatności i uznania kapitału”. The Fellowship for Intentional Community (FIC) jest najlepszym źródłem informacji o komunach w Stanach Zjednoczonych.
O ile wiele amerykańskich komun żyje krótko, niektóre działają od ponad 50 lat. Bruderhof powstał w USA w 1954, Twin Oaks w 1967, a Koinonia Farm w 1942. Twin Oaks jest rzadkim przykładem komuny niereligijnej, która przetrwała dłużej niż 30 lat.